# 祖先

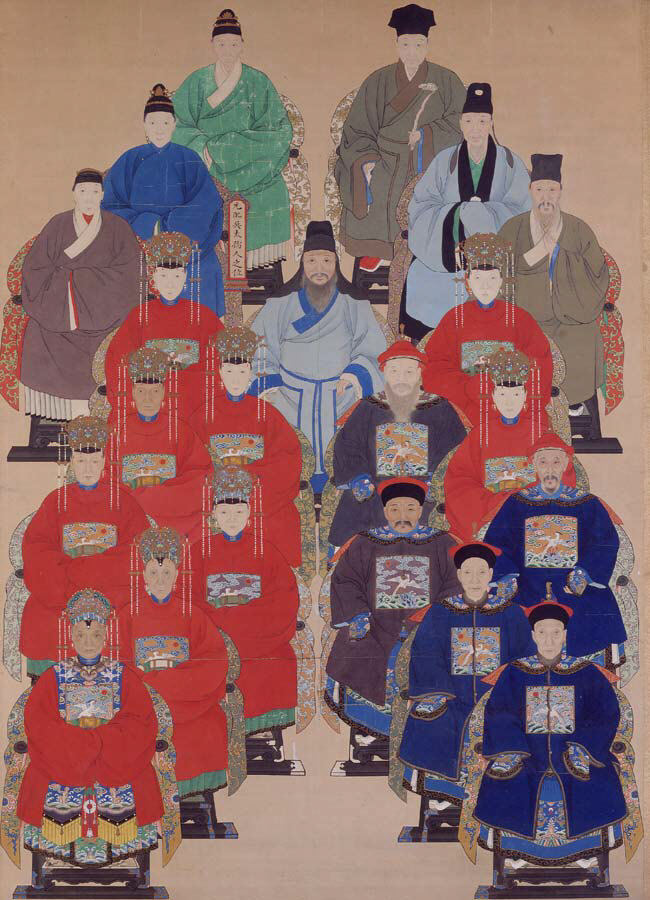
中國明清時期傳統家族的歷代祖先畫像。

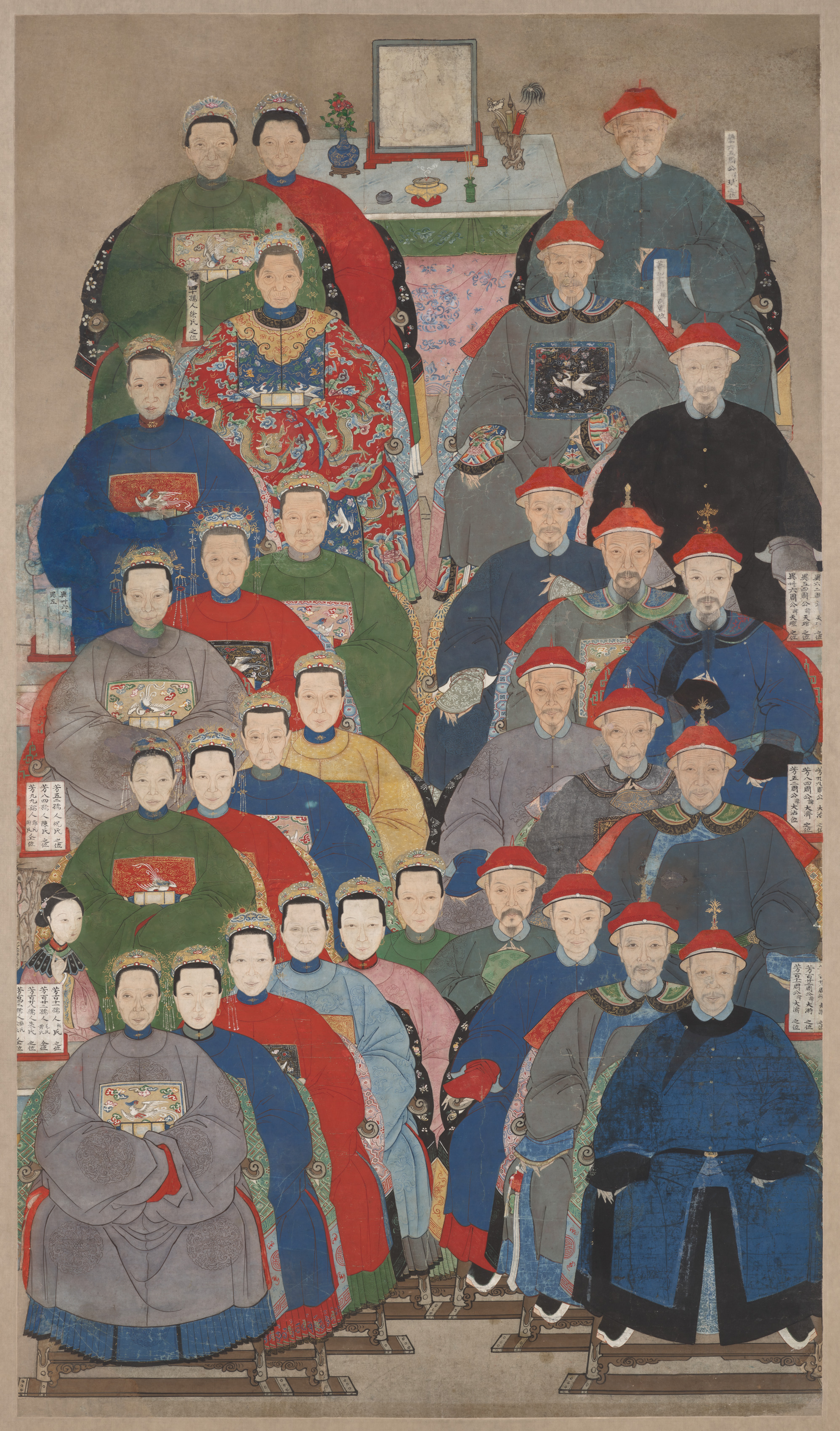
中國清代傳統家族的歷代祖先容像，顯考、顯妣分立於左右。

祖先，又稱祖亲、祖輩、祖宗，是指輩分比自己高的直系血親，與後代相反。然而，很多時候所指的祖先，通常都是最少隔幾代，年代久遠的則稱為遠祖。在很多父系社會，狭义的祖先一词只代指父親那邊的祖先。
如果兩個人有共同的祖先，即是代表他們有血緣關係。在演化論上，幾個物種有同一演化祖先，它們便是該祖先物種的後代。
中国古代尊称去世祖先为“皇”，如皇考(对亡父的尊称)、皇姑(对丈夫亡母的尊称)、皇祖(远祖,称高祖以上的祖先)、皇舅(女子称丈夫的亡父)等。
很多文化均有敬仰祖先的傳統，不論健在與否均要表現恭敬。有些民族還有祖先拜祭的習俗（如清明掃墓、祭拜神主），以維繫整個家族及社會秩序。
- 五世排序（元、祖、宗、示、小）
  - 太祖 （示的曾祖父）
  - 祖/太宗 （示的祖父，又名太宗）
  - 宗 （示的父亲，又名大示）
  - 示 （示、当世、现在的一辈，传宗接代）
  - 小示 （示的儿子，又名代）

五世
- 元，元宗、太祖
- 祖，太宗
- 宗，大示
- 示，示
- 小，小示[原創研究？]

祖先
- 自己
- 父
- 祖父
- 曾祖
- 高祖
- 天祖
- 烈祖
- 太祖
- 遠祖
- 鼻祖